# Mario Hamuy Wackenhut
Mario Andrés Hamuy Wackenhut (Santiago, 25 de marzo de 1960) es un astrónomo chileno  de ascendencia siria.
Ha sido profesor de Astronomía de la Universidad de Chile y Director del Observatorio Cerro Calán. Presidente de la Fundación Chilena de Astronomía, es reconocido por su trabajo de observación de diferentes clases de supernovas, especialmente las supernovas de tipo Ia y II como medidas de distancia cósmica. En agosto de 2015 recibió el Premio Nacional de Ciencias Exactas.
Desde octubre de 2019 es vicepresidente y jefe de misión de los observatorios de la Asociación de Universidades para la Investigación en Astronomía de Estados Unidos (AURA) en Chile.

## Biografía
Hijo del político Mario Hamuy Berr, estudió licenciatura en física (1983) y realizó una maestría en física (1984) en la Universidad de Chile; allí trabajó con Jorge Melnick como asistente de investigación (1984 - 1986). En febrero de 1987 comenzó a trabajar en el Observatorio Interamericano de Cerro Tololo y a pocos días de su llegada una supernova Tipo II SN 1987A estalló en la Gran Nube de Magallanes; entonces Hamuy comenzó una campaña para monitorear esta importante supernova.
En 1989, en colaboración con José Maza Sancho, Mark M. Phillips y Nicholas Suntzeff, comienza el proyecto de investigación Calán Tololo que condujo a una labor pionera en el estudio de la luminosidad estándar de vela de las supernovas tipo Ia. Este trabajo logró obtener medidas precisas de la constante Hubble H0 y el parámetro de desaceleración q0, Este último indica la presencia de energía oscura o constante cosmológica que domina la relación masa/energía del Universo. En ese sentido, Hamuy fue uno de los artífices de la técnica (y de la obtención del conjunto de datos) que permitió a Saul Perlmutter, Adrian Riess y Brian Schmidt la obtención del Premio Nobel de Física 2011 por tal descubrimiento. Esto fue reconocido por la Real Academia de las Ciencias de Suecia durante la premiación oficial.

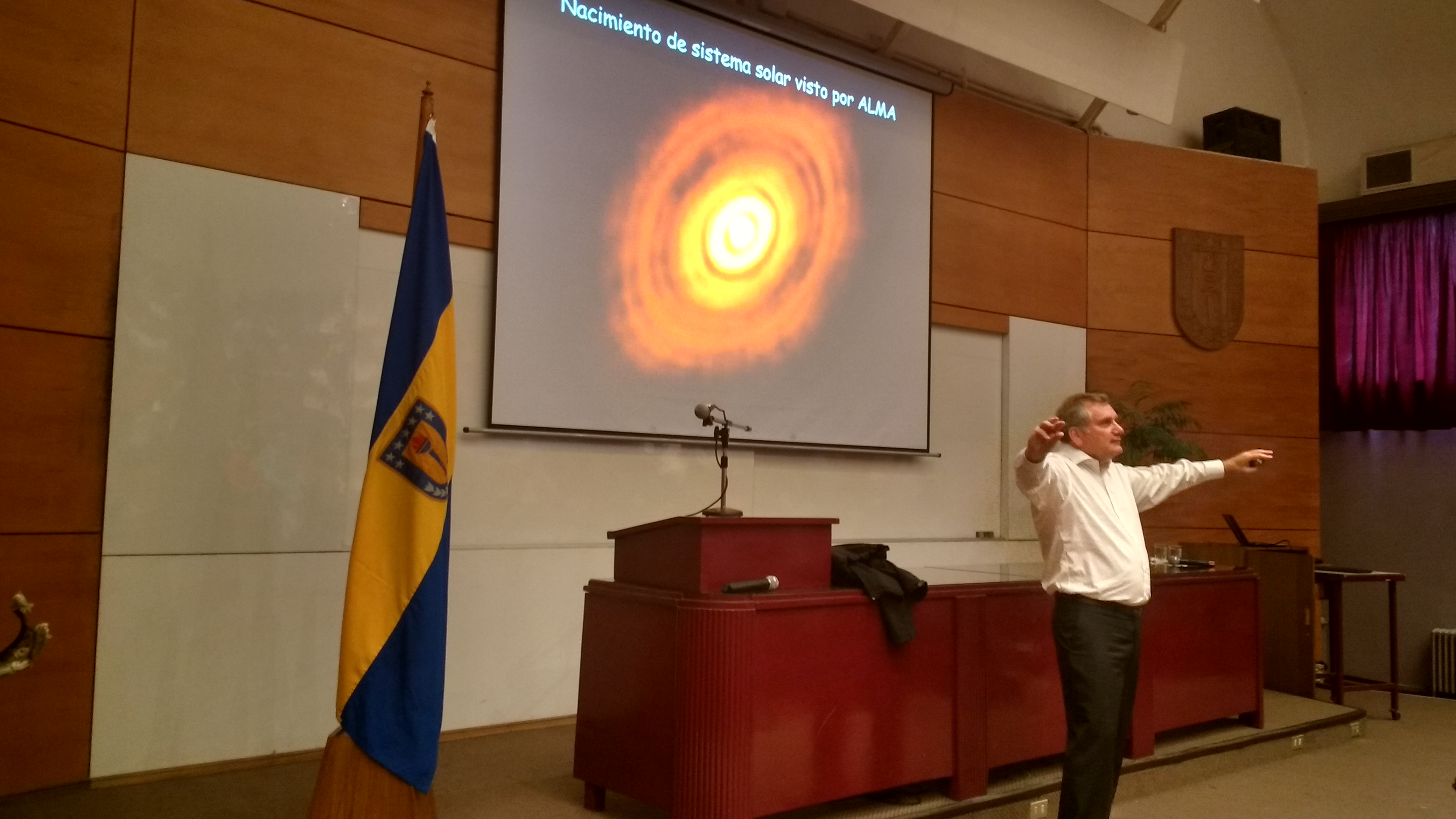
Mario Hamuy dictando una conferencia en la Universidad de Concepción, Chile.

En la escuela de posgrado de la Universidad de Arizona en el Observatorio Steward, en colaboración con el profesor Phil Pinto, cambió la orientación de su trabajo desde el estudio del colapso del núcleo de las supernovas (en particular las de tipo II) hacia la medición de las distancias geométicas usando el método Baade-Wesselink, también llamado método de la fotosfera expansiva (EPM).
Hamuy y Pinto inventaron un método semiempírico para medir las distancias de los eventos de tipo II, conocido como método vela estándar (Standard Candle), que mejora la precisión en la medición de distancias con EPM.
En 2011, el asteroide 109097 fue bautizado como Hamuy en su honor por Rafael Ferrando, director del Observatorio Astronómico Pla D'Arguines de España, cerca de Algimia de Alfara.
Se le otorgó la beca Guggenheim para la automatización del telescopio robótico de cerro Tololo en 2011.
El viernes 28 de agosto el profesor Hamuy recibió el Premio Nacional de Ciencias Exactas 2015 de manos de la ministra de Educación Adriana Delpiano.
Fue director del Instituto Milenio de Astrofísica (MAS), donde actualmente se desempeña como investigador senior. Asumió como presidente de la Comisión Nacional de Investigación Científica y Tecnológica (CONICYT) y asesor científico de la Presidencia el 16 de octubre de 2016 con la misión de impulsar la creación de un Ministerio de Ciencia y Tecnología, que se hizo realidad en agosto de 2018 con la publicación en el diario oficial de la Ley 21.105 Un mes y medio después, Hamuy dejó la presidencia de CONICYT el 31 de octubre de 2018 para retomar su actividad académica. 
Además de escribir artículos especializados, Hamuy es autor de libros de divulgación científico, género en el que debutó en 2008 junto a su colega mayor José Maza Sancho con Supernovas. El explosivo final de una estrella. Diez años después, en el Festival de Autores de Santiago 2018 presentó su segundo libro de divulgación, esta vez sin coautor. Al año siguiente lanzó El sol negro, que explica los eclipses y la historia de estos.

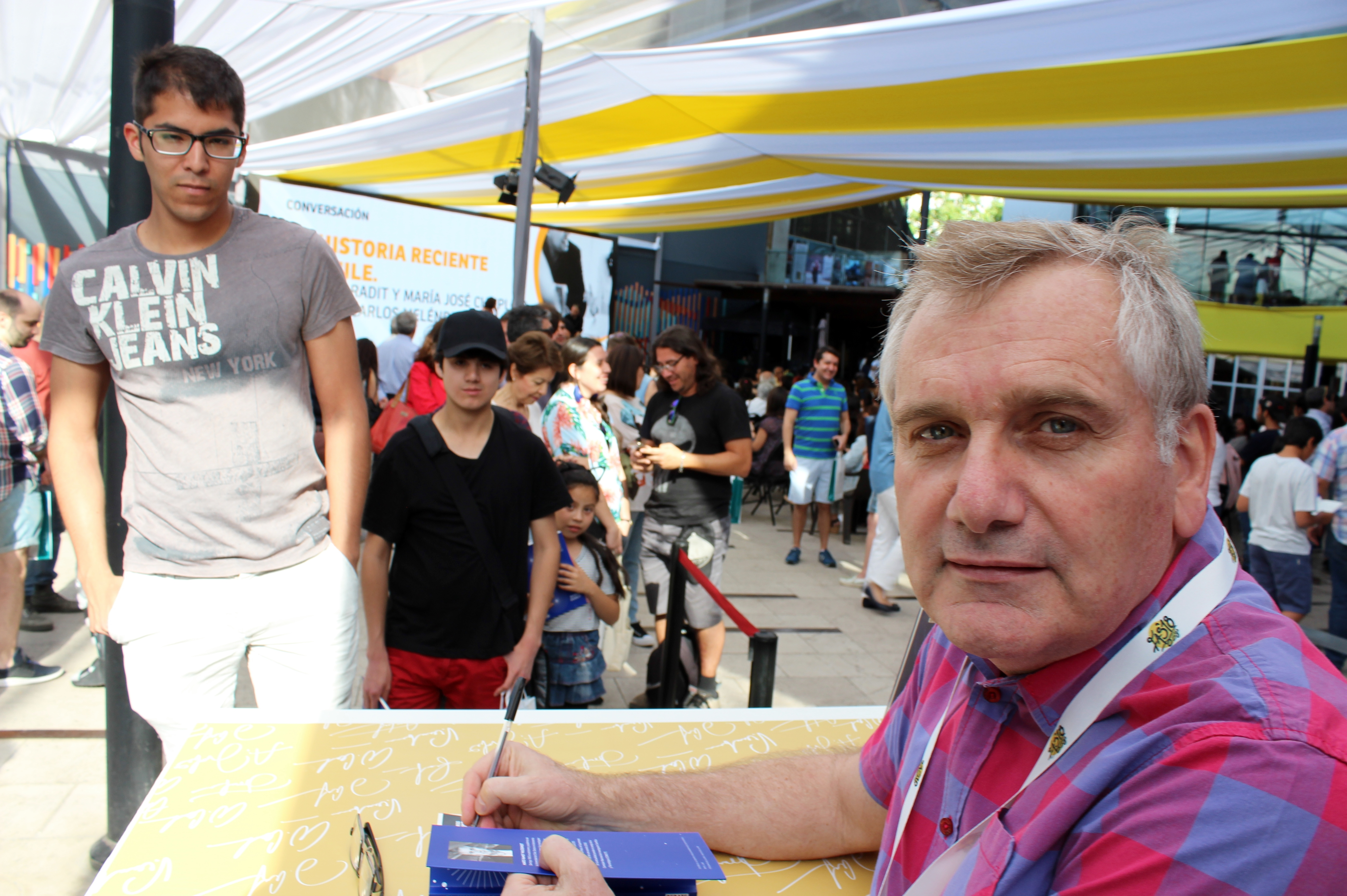
Hamuy firma su libro en el Festival de Autores de Santiago, 2018.

## Premios
- Premio Nacional de Ciencias Exactas, 2015.

## Libros publicados
- Supernovas. El explosivo final de una estrella, Ediciones B, 2008. Coautor del libro junto a José Maza Sancho. ISBN 9563040414
- El Universo en expansión. Desde el Big Bang hasta el Homo sapiens, Editorial Debate, 2018. ISBN 978-956-9545-83-2
- El sol negro, Editorial Debate, 2019. ISBN 978-956-6042-02-0
- Viaje al Big Bang, Editorial Debate, 2022.[22][23] ISBN 978-956-6042-79-2